# Senuma Masakazu
Masakazu Senuma (sinh ngày 7 tháng 9 năm 1978) là một cầu thủ bóng đá người Nhật Bản.

## Sự nghiệp câu lạc bộ
Masakazu Senuma đã từng chơi cho Tokyo Verdy và Vissel Kobe.